# John G. Adolfi
John G. Adolfi (19. februar 1888 – 11. maj 1933) var en amerikansk stumfilmsinstruktør, skuespiller, og manuskriptforfatter som var involveret i mere end 100 filmproduktioner i løbet af hans karriere.
Han blev født i San Francisco, Californien og døde i Hollywood, Californien.

## Biografi
Adolfi blev født i New York City, Adolfi havde sin debut som skuespiller i filmen The Spy: A Romantic Story of the Civil War fra 1907, men efter at have optrådt i 30 film døde han af en hjerneblødning i British Columbia, Canada mens han jagtede bjørme.

## Udvalgt filmografi

### Instruktør
- Husband Hunters (1927)
- Fancy Baggage (1929)
- Sinners' Holiday (1930)
- The Millionaire (1931)
- Alexander Hamilton (1931)
- The Man Who Played God (1932)
- A Successful Calamity (1932)
- The Working Man (1933)